# 永和路 (上海)
永和路，是中國上海市宝山区、静安区的一条道路，全長600米。1981年（一說1991年）以山西省永和县命名（参见该路支路的命名理由）。该道路为开发原宝山区彭浦乡地区而规划、建设。
2012年，上海市绿化市容部门命名了多条林荫道，永和路（共和新路—万荣路）为其中之一，绿化树木为悬铃木。同年2月9日，永和路（沪太支路-高平路）续建工程发布环境评价公示。